# جيمي نيلسون
جيمي نيلسون (بالإنجليزية: Jimmy Nelson)‏ هو مغن مؤلف وموسيقي ومغني أمريكي، ولد في 7 أبريل 1919 في فيلادلفيا في الولايات المتحدة، وتوفي في 29 يوليو 2007 في هيوستن في الولايات المتحدة بسبب سرطان.

## وصلات خارجية
- جيمي نيلسون على موقع ميوزك برينز (الإنجليزية)
- جيمي نيلسون على موقع أول ميوزيك (الإنجليزية)
- جيمي نيلسون على موقع ديسكوغز (الإنجليزية)